# Nortrup
Nortrup település Németországban, azon belül Alsó-Szászország tartományban. Lakosainak száma 3039 fő (2023. december 31.). Nortrup Menslage, Badbergen és Quakenbrück községekkel határos.

## Népesség
A település népességének változása:
| Lakosok száma | 2989 | 2963 | 2961 | 2983 | 3013 | 3039 |
|               | 2016 | 2017 | 2019 | 2021 | 2022 | 2023 |